# 蒂莫西·麦克拉伦
蒂莫西·麦克拉伦（英語：Timothy McLaren，1956年9月24日—），澳大利亚男子赛艇运动员。他曾代表澳大利亚参加1984年夏季奥林匹克运动会赛艇比赛，获得男子四人双桨银牌。